# جامعة تشيركاسي الحكومية التكنولوجية
جامعة تشيركاسي الحكومية التكنولوجية مؤسسة تعليم عالي أوكرانية، (بالأوكرانية: Черкаський державний технологічний університет) هي جامعة تقع في تشيركاسي أوبلاست، أوكرانيا. تأسست هذه الجامعة في سنة 1960